# Wendy Overton
Pour les articles homonymes, voir Overton.
Wendy Overton (née le 31 mars 1947) est une joueuse de tennis américaine, professionnelle dans les années 1970.
Elle a obtenu ses meilleures performances sportives dans les épreuves de double dames, remportant notamment cinq titres dans cette spécialité sur le circuit WTA.

## Palmarès

### Titres en double dames
| No | Date       | Nom et lieu du tournoi                     | Catégorie   | Dotation | Surface         | Partenaire         | Finalistes                        | Score         |          |
| -- | ---------- | ------------------------------------------ | ----------- | -------- | --------------- | ------------------ | --------------------------------- | ------------- | -------- |
| 1  | 24-02-1972 | Virginia Slims of Washington Bethesda      | WT Pro Tour | 18 000 $ | Moquette (int.) | Valerie Ziegenfuss | Judy Tegart-Dalton Françoise Dürr | 7-5, 6-2      | Parcours |
| 2  | 11-04-1972 | Virginia Slims Masters St. Petersburg      | WT Pro Tour | 18 000 $ | Terre (ext.)    | Karen Krantzcke    | Judy Tegart-Dalton Françoise Dürr | 7-5, 6-4      | Parcours |
| 3  | 27-09-1972 | Virginia Slims Thunderbird Classic Phoenix | WT Pro Tour | 25 000 $ | Dur (ext.)      | Rosie Casals       | Françoise Dürr Betty Stöve        | 6-4, 6-3      | Parcours |
| 4  | 30-09-1974 | Virginia Slims of Houston Houston          |             | 50 000 $ | Dur (ext.)      | Janet Newberry     | Sue Stap Virginia Wade            | 4-6, 7-5, 6-2 | Parcours |
| 5  | 13-10-1975 | Barnett Bank Classic Orlando               |             | 50 000 $ | Terre (ext.)    | Rosie Casals       | Chris Evert Martina Navrátilová   | Abandon       | Parcours |

### Finales en double dames
| No | Date       | Nom et lieu du tournoi                  | Catégorie      | Dotation | Surface         | Vainqueures                       | Partenaire         | Score         |          |
| -- | ---------- | --------------------------------------- | -------------- | -------- | --------------- | --------------------------------- | ------------------ | ------------- | -------- |
| 1  | 05-06-1972 | German Open Championships Hambourg      | Grand Prix     | 30 000 $ | Terre (ext.)    | Helga Masthoff Heide Schildknecht | Valerie Ziegenfuss | 6-3, 2-6, 6-0 | Parcours |
| 2  | 16-01-1973 | British Motor Cars Invitation Oakland   |                | 25 000 $ | Moquette (int.) | Margaret Smith Court Lesley Hunt  | Valerie Ziegenfuss | 6-1, 7-5      | Parcours |
| 3  | 19-01-1976 | Virginia Slims of Washington Washington |                | 75 000 $ | Moquette (int.) | Olga Morozova Virginia Wade       | Mona Guerrant      | 7-62, 6-2     | Parcours |
| 4  | 08-08-1977 | US Clay Courts Indianapolis             | Colgate Series | 35 000 $ | Terre (ext.)    | Linky Boshoff Ilana Kloss         | Mary Carillo       | 5-7, 7-5, 6-3 | Parcours |

## Parcours en Grand Chelem (partiel)

### En simple dames
| Année | Championnat d'Australie Open d'Australie (janvier) | Championnat d'Australie Open d'Australie (janvier) | Internationaux de France | Internationaux de France | Wimbledon       | Wimbledon     | US National US Open | US National US Open | Championnat d'Australie Open d'Australie (décembre) | Championnat d'Australie Open d'Australie (décembre) |
| ----- | -------------------------------------------------- | -------------------------------------------------- | ------------------------ | ------------------------ | --------------- | ------------- | ------------------- | ------------------- | --------------------------------------------------- | --------------------------------------------------- |
| 1965  | -                                                  | -                                                  | -                        | -                        | -               | -             | 2e tour (1/16)      | Mimi Arnold         | n/a                                                 | n/a                                                 |
| 1966  | -                                                  | -                                                  | -                        | -                        | -               | -             | 2e tour (1/16)      | Norma Baylon        | n/a                                                 | n/a                                                 |
| 1967  | -                                                  | -                                                  | -                        | -                        | -               | -             | 3e tour (1/16)      | V. Ziegenfuss       | n/a                                                 | n/a                                                 |
| 1968  | -                                                  | -                                                  | -                        | -                        | -               | -             | 3e tour (1/8)       | P. Bartkowicz       | n/a                                                 | n/a                                                 |
| 1969  | -                                                  | -                                                  | -                        | -                        | -               | -             | 2e tour (1/16)      | Peggy Michel        | n/a                                                 | n/a                                                 |
| 1970  | -                                                  | -                                                  | 2e tour (1/16)           | Ana María Arias          | 2e tour (1/32)  | Rosie Casals  | -                   | -                   | n/a                                                 | n/a                                                 |
| 1971  | -                                                  | -                                                  | -                        | -                        | -               | -             | 2e tour (1/16)      | Rosie Casals        | n/a                                                 | n/a                                                 |
| 1972  | -                                                  | -                                                  | 4e tour (1/8)            | Françoise Dürr           | 3e tour (1/16)  | Olga Morozova | 2e tour (1/16)      | Betty Stöve         | n/a                                                 | n/a                                                 |
| 1973  | -                                                  | -                                                  | -                        | -                        | 2e tour (1/32)  | Pat Pretorius | 1er tour (1/32)     | Cecilia Martinez    | n/a                                                 | n/a                                                 |
| 1974  | -                                                  | -                                                  | -                        | -                        | 1er tour (1/64) | Patti Hogan   | 1er tour (1/32)     | Pam Teeguarden      | n/a                                                 | n/a                                                 |
| 1975  | -                                                  | -                                                  | -                        | -                        | -               | -             | 3e tour (1/8)       | Chris Evert         | n/a                                                 | n/a                                                 |
| 1976  | -                                                  | -                                                  | -                        | -                        | -               | -             | 4e tour (1/8)       | Zenda Liess         | n/a                                                 | n/a                                                 |
| 1977  | -                                                  | -                                                  | -                        | -                        | -               | -             | 2e tour (1/32)      | Mona Guerrant       | -                                                   | -                                                   |
| 1978  | n/a                                                | n/a                                                | -                        | -                        | -               | -             | 2e tour (1/32)      | Amanda Tobin        | -                                                   | -                                                   |

À droite du résultat, l’ultime adversaire.

### En double dames
| Année | Championnat d'Australie Open d'Australie (janvier) | Championnat d'Australie Open d'Australie (janvier) | Internationaux de France    | Internationaux de France   | Wimbledon                     | Wimbledon                   | US National US Open           | US National US Open         | Championnat d'Australie Open d'Australie (décembre) | Championnat d'Australie Open d'Australie (décembre) |
| ----- | -------------------------------------------------- | -------------------------------------------------- | --------------------------- | -------------------------- | ----------------------------- | --------------------------- | ----------------------------- | --------------------------- | --------------------------------------------------- | --------------------------------------------------- |
| 1964  | -                                                  | -                                                  | -                           | -                          | -                             | -                           | 3e tour (1/8) M. Eisel        | Rosie Casals P. Reyes       | n/a                                                 | n/a                                                 |
| 1966  | -                                                  | -                                                  | -                           | -                          | -                             | -                           | 1er tour (1/32) P. Kellmeyer  | Esme Emanuel Maryna Godwin  | n/a                                                 | n/a                                                 |
| 1967  | -                                                  | -                                                  | -                           | -                          | -                             | -                           | 1/4 de finale K. Harter       | Pat Walkden A. Van Zyl      | n/a                                                 | n/a                                                 |
| 1969  | -                                                  | -                                                  | -                           | -                          | -                             | -                           | 1er tour (1/16) Helen Amos    | P. Bartkowicz Julie Heldman | n/a                                                 | n/a                                                 |
| 1970  | -                                                  | -                                                  | -                           | -                          | 1er tour (1/32) S. Defina     | Gail Hansen Sharon Walsh    | -                             | -                           | n/a                                                 | n/a                                                 |
| 1971  | -                                                  | -                                                  | -                           | -                          | -                             | -                           | 2e tour (1/8) B. Grubb        | Winnie Shaw Betty Stöve     | n/a                                                 | n/a                                                 |
| 1972  | -                                                  | -                                                  | 2e tour (1/8) V. Ziegenfuss | Helen Gourlay K. Krantzcke | 1er tour (1/32) V. Ziegenfuss | Winnie Shaw Joyce Barclay   | 1/4 de finale V. Ziegenfuss   | M. Smith Virginia Wade      | n/a                                                 | n/a                                                 |
| 1973  | -                                                  | -                                                  | -                           | -                          | 1er tour (1/32) K. Krantzcke  | E. Goolagong Janet Young    | 1/4 de finale K. Krantzcke    | E. Goolagong Janet Young    | n/a                                                 | n/a                                                 |
| 1974  | -                                                  | -                                                  | -                           | -                          | 1er tour (1/32) P. Bostrom    | Julie Anthony Mona Schallau | 1/4 de finale P. Bostrom      | Rosie Casals B. J. King     | n/a                                                 | n/a                                                 |
| 1975  | -                                                  | -                                                  | -                           | -                          | -                             | -                           | 1er tour (1/16) V. Ziegenfuss | Julie Anthony Olga Morozova | n/a                                                 | n/a                                                 |
| 1976  | -                                                  | -                                                  | -                           | -                          | -                             | -                           | 3e tour (1/8) Carrie Meyer    | Mima Jaušovec V. Ruzici     | n/a                                                 | n/a                                                 |
| 1977  | -                                                  | -                                                  | -                           | -                          | -                             | -                           | 2e tour (1/16) Kathy May      | R. Richards B. Stuart       | -                                                   | -                                                   |
| 1978  | n/a                                                | n/a                                                | -                           | -                          | -                             | -                           | 2e tour (1/16) V. Ziegenfuss  | B. J. King Navrátilová      | -                                                   | -                                                   |

Sous le résultat, la partenaire ; à droite, l’ultime équipe adverse.

### En double mixte
| Année | Championnat d'Australie Open d'Australie | Championnat d'Australie Open d'Australie | Internationaux de France | Internationaux de France | Wimbledon                   | Wimbledon                 | US National US Open         | US National US Open        |
| ----- | ---------------------------------------- | ---------------------------------------- | ------------------------ | ------------------------ | --------------------------- | ------------------------- | --------------------------- | -------------------------- |
| 1966  | -                                        | -                                        | -                        | -                        | -                           | -                         | 2e tour (1/8) Turner Howard | Donna Floyd Owen Davidson  |
| 1967  | -                                        | -                                        | -                        | -                        | 2e tour (1/32) John Pickens | K. Krantzcke Ray Ruffels  | 2e tour (1/8) John Yeomans  | Lesley Turner Bill Bowrey  |
| 1970  | n/a                                      | n/a                                      | -                        | -                        | 3e tour (1/16) B. Seewagen  | A. M. Arias Jaime Pinto   | -                           | -                          |
| 1971  | n/a                                      | n/a                                      | -                        | -                        | -                           | -                         | 2e tour (1/16) Peter Curtis | Ada Bakker V. Zedník       |
| 1972  | n/a                                      | n/a                                      | -                        | -                        | 3e tour (1/16) Peter Curtis | Chris Evert E. van Dillen | 1er tour (1/32) Jim McManus | Lesley Hunt R. Carmichael  |
| 1973  | n/a                                      | n/a                                      | -                        | -                        | 4e tour (1/8) Neale Fraser  | K. Krantzcke John Cooper  | -                           | -                          |
| 1974  | n/a                                      | n/a                                      | -                        | -                        | 2e tour (1/32) Mike Estep   | Ilana Kloss Frew McMillan | -                           | -                          |
| 1976  | n/a                                      | n/a                                      | -                        | -                        | -                           | -                         | 1er tour (1/16) Fred McNair | Olga Morozova A. Metreveli |

Sous le résultat, le partenaire ; à droite, l’ultime équipe adverse.

## Parcours aux Masters

### En simple dames
| # | Date       | Nom de l'édition                          | ($)     | Surface         | Résultat          | Ultime adversaire | Score         |          |
| - | ---------- | ----------------------------------------- | ------- | --------------- | ----------------- | ----------------- | ------------- | -------- |
| 1 | 07/10/1972 | Virginia Slims Championships, Boca Raton  | 100 900 | Terre (ext.)    | 1/4 de finale     | Billie Jean King  | 7-5, 6-2      | Parcours |
| 2 | 15/10/1973 | Virginia Slims Championships, Boca Raton  | 110 000 | Terre (ext.)    | 1er tour (1/16)   | Laura duPont      | 2-6, 6-4, 7-6 | Parcours |
| 3 | 02/04/1975 | Virginia Slims Championships, Los Angeles | 150 000 | Moquette (int.) | Qual. Round Robin | Virginia Wade     | 6-3, 6-1      | Parcours |

### En double dames
| # | Date       | Nom de l'édition                        | ($)     | Surface      | Résultat      | Partenaire      | Ultimes adversaires               | Score    |          |
| - | ---------- | --------------------------------------- | ------- | ------------ | ------------- | --------------- | --------------------------------- | -------- | -------- |
| 1 | 15/10/1973 | Virginia Slims Championships Boca Raton | 110 000 | Terre (ext.) | 1/4 de finale | Karen Krantzcke | Rosie Casals Margaret Smith Court | 6-4, 7-6 | Parcours |